# Alan Cumming
Alan Cumming (nascut el 27 de gener de 1965) és un actor escocès. Conegut pels seus papers a l'escenari i a la pantalla, ha rebut nombrosos reconeixements, inclòs un Premi BAFTA, un Premi Emmy de Nova York, dos Premis Tony i un Premi Olivier. Va rebre el Premi Laurence Olivier a la millor interpretació de comèdia per la producció del West End de Mort accidental d'un anarquista (1991). Els seus altres papers nominats per Olivier van ser a The Conquest of the South Pole (1988), La Bête (1992), i Cabaret (1994). Cumming va guanyar el Premi Tony al Millor Actor en un Musical per repetir el seu paper de presentador a Broadway a Cabaret (1998). Les seves altres actuacions a Broadway inclouen Design for Living (2001) i Macbeth (2013).
Cumming és conegut pels seus papers al cinema a Cercle d'amics (1995), GoldenEye (1995), Emma (1996), Romy and Michele's High School Reunion (1997), Spiceworld: La pel·lícula (1997), Eyes Wide Shut (1999), Nicholas Nickleby (2002), The Tempest (2010), Burlesque (2010) i Battle of the Sexes (2017). També és conegut pels seus papers com a Fegan Floop a la trilogia Spy Kids (2001–2003), Nightcrawler a X2 (2003), i Loki a Son of the Mask (2005).
A la televisió, Cumming és més conegut pel seu paper a la sèrie de la CBS The Good Wife (2010–2016), per la qual va ser nominat a tres Premis Primetime Emmy, dos Premi del Sindicat d'Actors de Cinema i dos Premis Globus d'Or. Cumming també va protagonitzar la sèrie de CBS Instinct (2018–2019) i la sèrie d'Apple TV+ Schmigadoon! (2021-2023). Cumming ha escrit una novel·la, Tommy's Tale (2002) i dues memòries el 2014 i el 2019.

## Primers anys
Cumming va néixer el 27 de gener de 1965 a Aberfeldy, Perthshire, Escòcia. La seva mare, Mary Darling, era secretària d'una companyia d'assegurances i el seu pare, Alex Cumming, era el cap forestal de Panmure Estate, que es troba a prop de Carnoustie, a la costa est de Escòcia, i és on va créixer Cumming. a descrit l'entorn com a "feudal". Té un germà, Tom, que és sis anys més gran, i una neboda i dos nebots. El seu germà és administrador de propietats a Southampton, Regne Unit. Cumming va assistir a Monikie Primary School i Carnoustie High School.
A la seva autobiografia Not My Father's Son, Cumming Cumming descriu la violència emocional i física que el seu pare li va infligir durant la seva infància. A la seva mare li va ser impossible divorciar-se fins que no fos econòmicament independent. Cumming va dir que, després dels seus 20 anys, no va tenir cap comunicació amb el seu pare fins just abans del rodatge del seu episodi de la sèrie Who Do You Think You Are? Aleshores va descobrir que el seu pare havia cregut que Cumming no era el seu fill biològic. Més tard, Cumming i el seu germà es va fer proves d'ADN que van demostrar que realment eren els seus fills biològics.
Cumming va dir que la seva infància difícil li va ensenyar a actuar en la "necessitat de suprimir les meves pròpies emocions i sentiments al seu voltant [el seu pare] quan era un nen petit".

## Carrera

### 1984–1999
El 1984, Cumming va fer el seu debut televisiu a Travelling Man de la ITV Granada, abans d'aparèixer més tard als anys vuitanta a les sèries de televisió escoceses Take the High Road, Taggart i Shadow of the Stone. Cumming va fer el seu debut cinematogràfic al curtmetratge de Gillies MacKinnon Passing Glory el 1986. El seu gran paper televisiu va ser el de Bernard Bottle a la comèdia de la BBC de Nadal de 1991 Bernard and the Genie, una pel·lícula amb guió de Richard Curtis protagonitzada per Lenny Henry i Rowan Atkinson. També va aparèixer en un esquetx de relleu còmic el 1993 al popular programa de televisió del Regne Unit Blind Date amb Atkinson interpretant a Mr. Bean. Cumming va protagonitzar l'assistent de vol Sebastian Flight a la sitcom de la BBC2 The High Life el 1995. La sèrie va ser escrita per Cumming i el seu coprotagonista Forbes Masson, continuant una col·laboració d'actuació-escriptura que els dos havien desenvolupat des dels dies de l'escola de teatre. També el 1995, Cumming va aparèixer a la sèrie Ghosts.

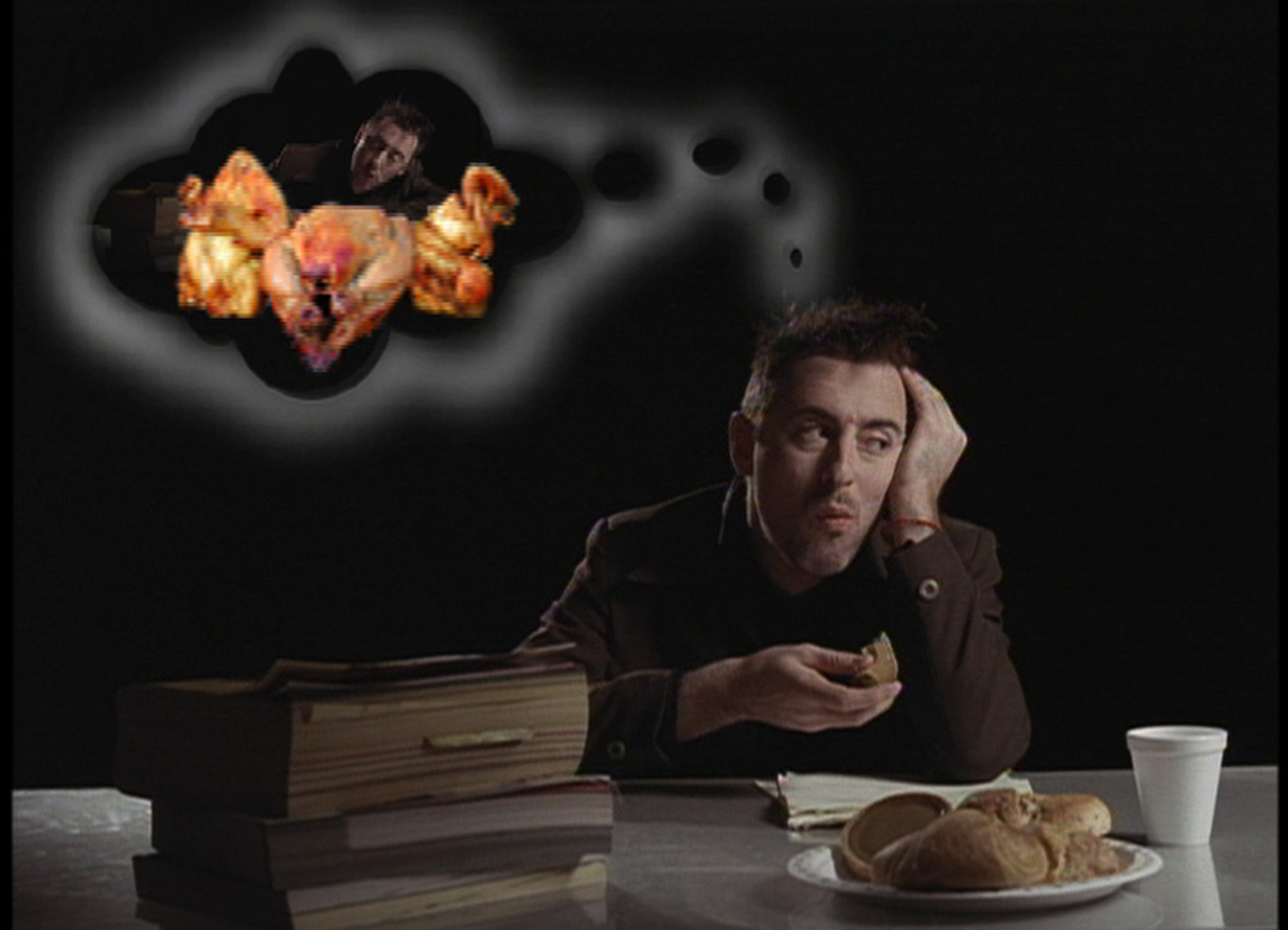
Cumming a la galeria d’art "Sliphost"

El seu debut al llargmetratge va arribar l'any 1992 quan va protagonitzar al costat de Sandrine Bonnaire i Bruno Ganz Prague d'Ian Sellar, que es va estrenar al Festival de Canes i li va valer el premi al millor actor a l'Atlantic Film Festival i una nominació al BAFTA escocès al millor actor. El públic estatunidenc el va veure per primera vegada interpretant l'esperviós Sean Walsh, un pretendent no desitjat del personatge de Minnie Driver, a Cercle d'amics, una pel·lícula irlandesa estrenada. el 1995. També, el 1995, va interpretar a Boris Ivanovich Grishenko a la pel·lícula de James Bond GoldenEye. També va interpretar Mr. Elton a Emma el 1996.
Cumming va començar la seva carrera teatral a la seva Escòcia natal, actuant en temporades amb el Royal Lyceum Edinburgh, Dundee Rep, The Tron Glasgow i gires amb Borderline, Theatre Workshop i Glasgow Citizens' TAG. Va interpretar a Slupianek a la producció del Traverse Theatre de 1988 de Conquest of the South Pole, que més tard es va traslladar al Royal Court de Londres i li va valer una nominació al Premi Olivier com a nouvingut més prometedor.
Va actuar amb la Bristol Old Vic i la Royal Shakespeare Company i va interpretar a Valere a La Bete al Lyric Hammersmith, Londres. El 1991, va interpretar The Madman a la producció del Royal National Theatre de 1990 de Mort accidental d'un anarquista de Dario Fo, per la qual va guanyar el Premi Laurence Olivier a la millor interpretació de comèdia. També va adaptar l'obra amb el director Tim Supple. El 1993, va rebre una gran elogis de la crítica i els TMA al millor actor per interpretar el paper principal al Hamlet de l'English Touring Theatre de 1993 (interpretant enfront de la seva aleshores dona, Hilary Lyon, en el paper d'Ofèlia).
Va guanyar protagonisme pel seu paper de Mestre de cerimònies a la revival de 1993 de Sam Mendes del musical Cabaret al West End de Londres davant de Jane Horrocks com Sally Bowles. Va rebre una nominació al Premi Olivier al millor actor en un musical. Va repetir el paper l'any 1998 per la reestrena de Mendes-Rob Marshall a Broadway, aquesta vegada al costat de Natasha Richardson com a Sally Bowles. Va guanyar un Premi Tony, Premi Drama Desk i Outer Critics Circle Award per la seva actuació. Cumming va tenir un paper menor a l'última pel·lícula de Stanley Kubrick, Eyes Wide Shut (1999), com un empleat d'un hotel que coqueteja amb humor amb el personatge de Tom Cruise; segons Cumming, se li va obligar a passar sis audicions per al paper. La seva primera pel·lícula als Estats Units va ser Romy and Michele's High School Reunion de 1997, interpretant Sandy Frink al costat de Lisa Kudrow i Mira Sorvino.

### 2000–2011
Cumming va coescriure, codirigir, coproduir i protagonitzar la pel·lícula conjunta The Anniversary Party amb l'amiga i antiga coprotagonista de Cabaret Jennifer Jason Leigh el 2001. Altres papers escènics dels Estats Units inclouen Otto a la producció de Broadway del 2001 de Design for Living de Noël Coward i Mack the Knife al musical de Bertolt Brecht-Kurt Weill L' òpera de tres rals al costat de Cyndi Lauper. Cumming va actuar al costat de Dianne Wiest a la producció de Classic Stage Company de La gavina d'Anton Txèkhov, dirigida per Viatxeslav Dolgatxev. El 2002, Cumming i el seu llavors xicot Nick Philippou van formar la productora The Art Party. La primera i única obra de la companyia va ser la primera producció anglesa de l'obra de teatre de Jean Genet Elle, que Cumming havia adaptat d'una traducció literal de Terri Gordon. L'empresa va tancar el 2003. La novel·la de Cumming, Tommy's Tale, es va publicar el 2002.

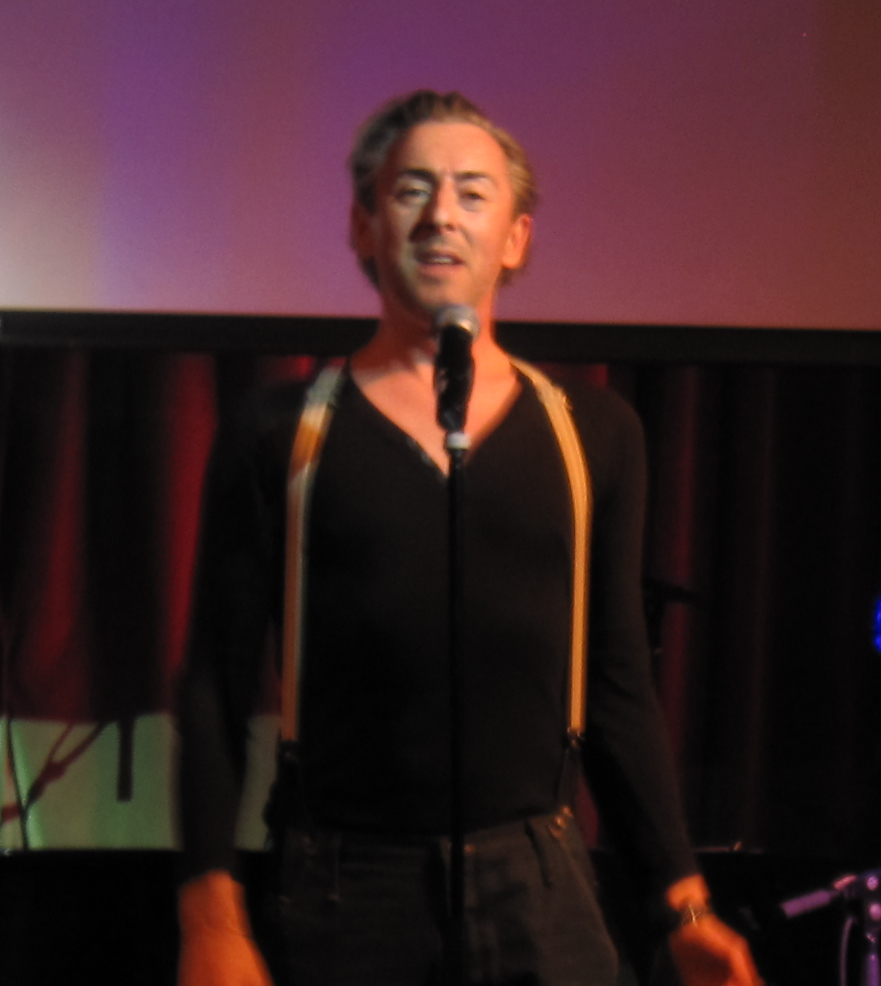
Cumming actuant en un concert benèfic per a l'Ali Forney Center el 2010

També ha escrit articles per a revistes, sobretot com a editor col·laborador de Marie Claire, escrivint a les desfilades d'alta costura a París, així com com va ser per a ell vestir-se de dona per un dia. També va col·laborar amb articles a Newsweek, Modern Painters, Out, Black Book i The Wall Street Journal. Ha escrit introduccions i prefacis a diversos llibres, incloses les obres de Nancy Mitford, Andy Warhol i Christopher Isherwood, i va escriure un capítol d'If You Had Five Minutes with the President,una col·lecció de més de 55 assajos de membres o partidaris de The Creative Coalition.
El 2006, va tornar al West End interpretant el paper principal a Bent, una obra sobre els homosexuals a Alemanya sota els nazis. El 2007, va prendre el paper principal a la producció del National Theatre of Scotland de Les bacants, dirigida per John Tiffany, que es va estrenar a l'Festival Internacional d'Edimburg a l'agost, traslladant-se al Lyric Theatre a Londres i després al Lincoln Center, Nova York, guanyant-li el premi Herald Archangel. Cumming va presentar Masterpiece Mystery! per a PBS, a partir del 2008. Va interpretar a Eli Gold al programa de televisió de CBS The Good Wife. Va aparèixer com a estrella convidada a l'últim terç de la primera temporada, convertint-se en un personatge habitual a la temporada 2010-2011 de la sèrie.
L'1 de setembre de 2009, Cumming va llançar el seu primer àlbum en solitari basat en el seu espectacle individual, I Bought a Blue Car Today. Cumming va tornar a les pantalles de la televisió britànica el 2011 per interpretar al travestit Desrae a la sèrie Sky The Runaway. També ha realitzat diversos documentals: My Brilliant Britain, sobre l'humor escocès, The Real Cabaret en què investigava els artistes de cabaret de Weimar, i Who Do You Think You Are? de la BBC el 2010 en què va descobrir que el seu avi matern era un heroi de guerra que havia mort jugant a la ruleta russa.

### 2012–present
Va tornar a col·laborar amb Tiffany i el National Theatre of Scotland el 2012, interpretant tots els papers a Macbeth. Va fer l’aclamada per la crítica producció de Macbeth al New York's Lincoln Center el 2012 i a un compromís de 73 espectacles a Broadway al Ethel Barrymore Theatre el 2013. Macbeth va concloure la seva carrera a Broadway el 14 de juliol de 2013.
El 2012 va narrar l'audiollibre Macbeth: A Novel, escrit per A.J. Hartley i David Hewson. La novel·la amplia els temes establerts a l'obra. El 10 d'abril de 2012, va llançar el senzill "Someone Like the Edge of Firework". El 2012, va iniciar la seva carrera fotogràfica amb la seva primera exposició Alan Cumming Snaps. El juliol de 2012, Cumming va presentar Urban Secrets a Sky Atlantic i el Travel Channel on descobreix secrets amagats a diverses zones urbanes com Londres i Brighton. L'octubre de 2013, Cumming va aparèixer al vídeo musical de "City of Angels" de Thirty Seconds to Mars. L'any 2014 va publicar la seva autobiografia, Not My Father's Son, que tracta tant de les seves experiències de créixer amb un pare abusador com dels descobriments que va fer sobre la vida del seu avi matern mentre filmava Who Do You Think You Are?. Aquell mateix any va tornar de nou a Broadway per protagonitzar la producció revival de Cabaret de Roundabout Theatre Company, dirigida de nou per Sam Mendes. Coprotagonitzada amb Michelle Williams, Cabaret es va obrir el 24 d'abril de 2014 i es va tancar el 29 de març de 2015. El recorregut es va ampliar originàriament des de les 24 setmanes de compromís. El paper de Sally va canviar durant la producció, quan Williams va marxar, per incloure Emma Stone i Sienna Miller.

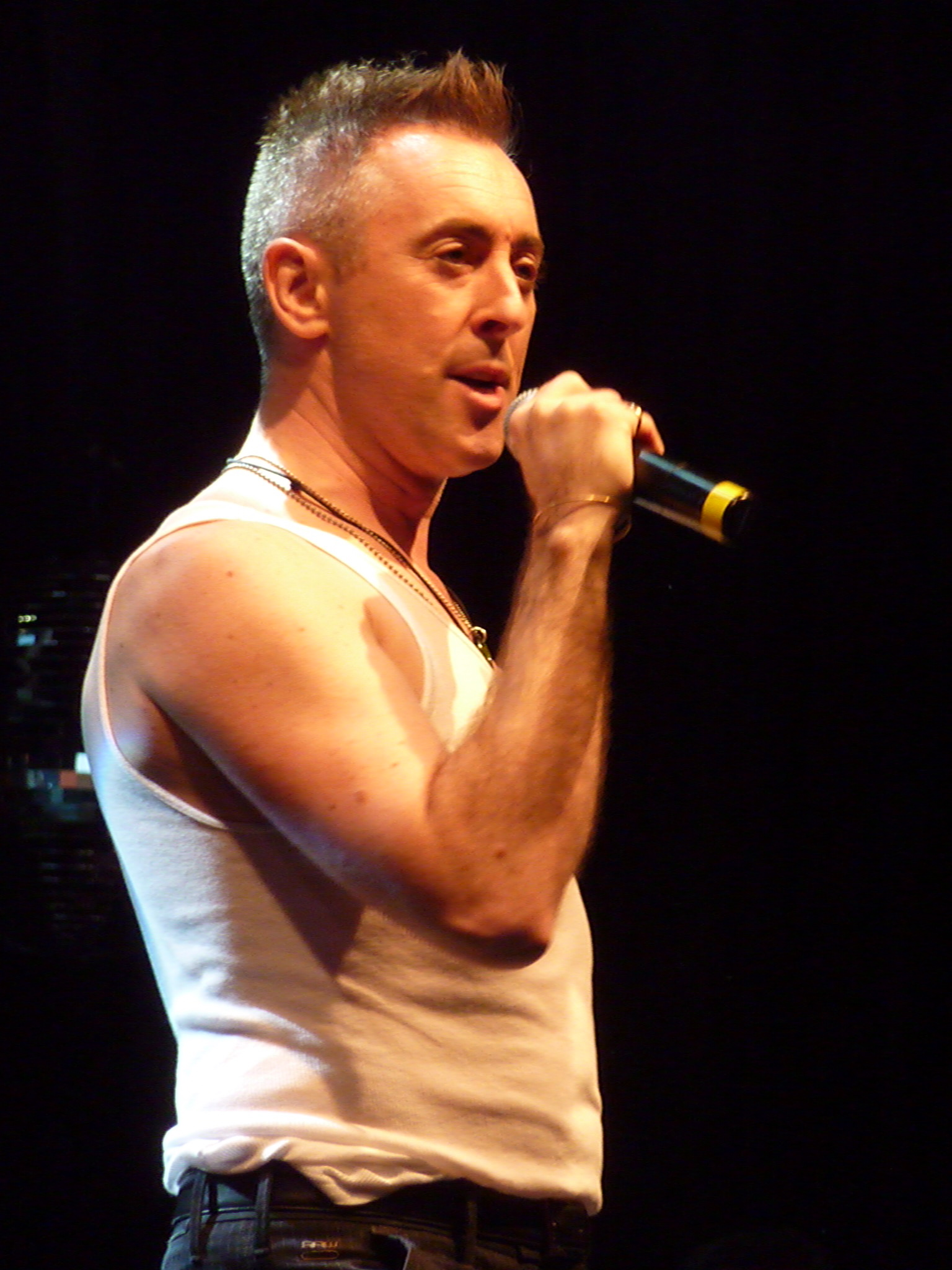
Cumming al Highline Ballroom el 2009

El 7 de juny de 2015, Cumming va ser co-amfitrió dels 69ns Premis Tony al costat de Kristin Chenoweth. El 5 de febrer de 2016, Cumming va llançar el seu segon àlbum de llarga durada, gravat en directe al Café Carlyle de la ciutat de Nova York, Alan Cumming Sings Sappy Songs: Live at the Cafe Carlyle. Va fer una gira per una producció escènica en directe, íntima i d'estil encertat, semblant al cabaret després del seu èxit amb l'enregistrament de Carlyle. El novembre de 2016, PBS va emetre un rodatge del seu programa Alan Cumming Sings Sappy Songs des del The Smith Center de Las Vegas. El 2016, el 1st Look de NBC va visitar Escòcia per a un episodi especial, amb Alan Cumming presentant zones del país que són importants per a Cumming i mostrava Escòcia a través dels seus ulls. L'espectacle va ser nominat Millor programa d'estil de vida a la cerimònia anual dels 60ns Premis Emmy al Marriott Marquis Broadway Ballroom de Nova York. Alan Cumming va ser el protagonista de la sèrie de CBS Instinct, un acadèmic que busca ajudar el NYPD a resoldre crims. El 2018, va interpretar a rei Jaume a l'onzena temporada de Doctor Who. El setembre de 2017, Cumming i el promotor Daniel Nardicio van obrir un bar a l'East Village de Manhattan anomenat Club Cumming.
En els darrers anys, Cumming ha estat un col·laborador habitual del Festival Internacional d'Edimburg, amb actuacions com Alan Cumming Sings Sappy Songs l'agost de 2016, Alan Cumming is not Acting his Age l’agost de 2021, i Burn l'agost de 2022: un espectacle de dansa individual coproduït pel Festival Internacional d'Edimburg, National Theatre of Scotland i The Joyce Theatre , on va interpretar el poeta escocès Robert Burns El 2020, va actuar a Endgame a l'Old Vic, juntament amb Daniel Radcliffe. A partir del 2022, Cumming es va associar amb l'actriu britànica-australiana Miriam Margolyes en una sèrie de televisió titulada "Miriam and Alan: Lost in Scotland". La sèrie segueix la parella mentre viatgen en una autocaravana i exploren Escòcia. Aquell mateix any, Cumming va aparèixer a My Old School, un documental sobre el cas de Brandon Lee, un home de 32 anys exposat l'any 1995 per haver assistit a un Institut escocès disfressat d'un jove de 17 anys. Cumming va aparèixer com a avatar de Lee, que no volia aparèixer a la càmera per a la pel·lícula, sincronitzant els llavis amb l'àudio de les seves entrevistes. Cumming havia planejat anteriorment interpretar a Lee en una producció teatral a finals dels anys 90 que no es va materialitzar.
El juny de 2021, Cumming va ser director artístic de l'Adelaide Cabaret Festival, tal com es va anunciar el juny de 2020. Més tard aquell any, va interpretar l'alcalde Aloysius Menlove, l'alcalde de Schmgadoon, a la sèrie musical de comèdia d'Apple TV+ Schmgadoon! Des del 2023, Cumming acull la versió nord-americana de la sèrie de televisió de realitat The Traitors U.S..

## Activisme i beneficència

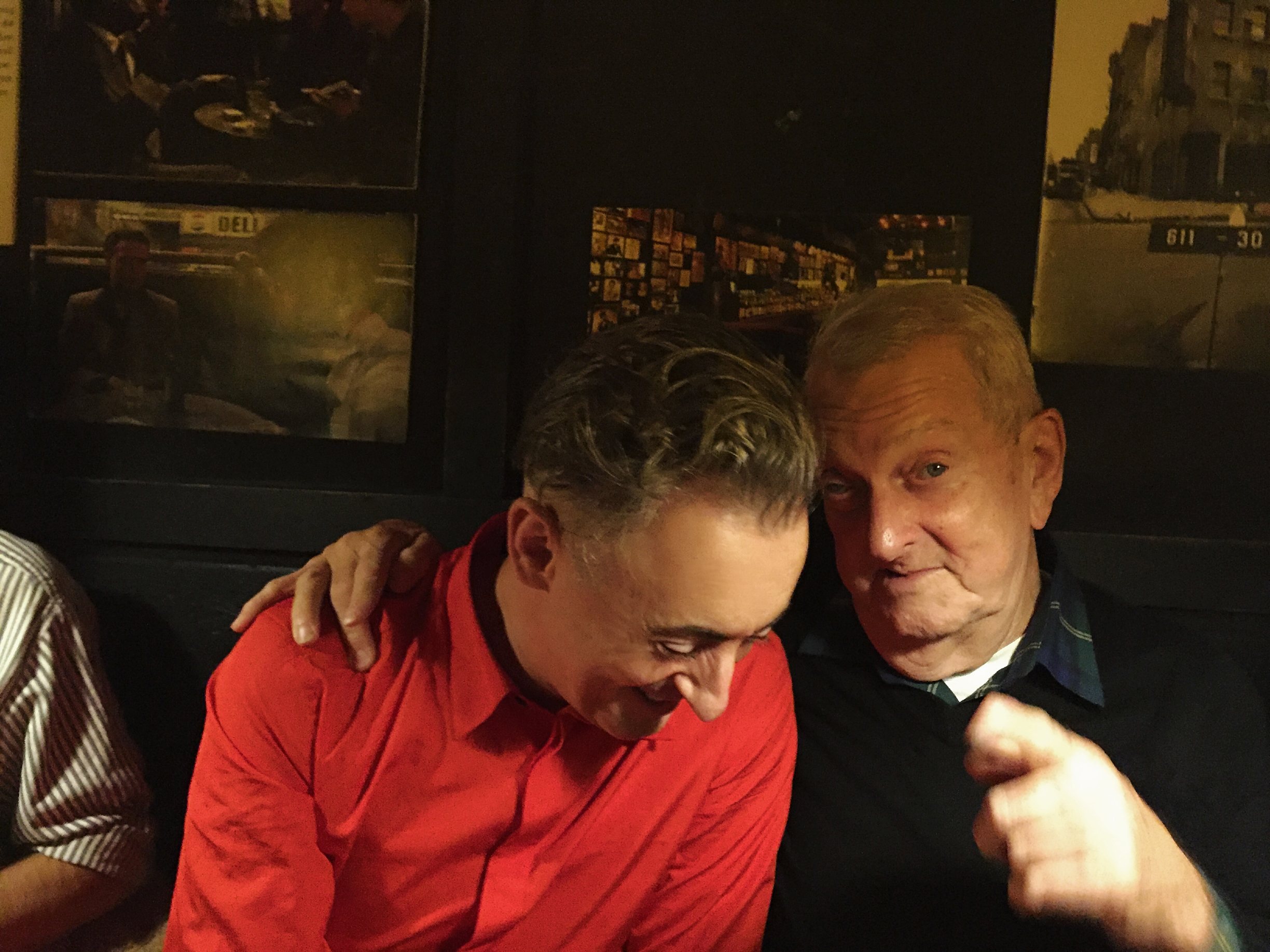
Cumming amb Dick Leitsch

Cumming ha promogut els drets LGBT, la MC i assistir a recaptes de fons per a organitzacions com l'Aliança Gai i Lesbiana contra la Difamació (GLAAD) i la Human Rights Campaign (HRC), i ha participat. en una campanya de vídeo de la Equality Network, des de Nova York, que promou la legalització del matrimoni entre persones del mateix sexe a Escòcia. Cumming també dona suport a diverses organitzacions benèfiques contra la sida, com ara la American Foundation for AIDS Research (AMFAR) i Broadway Cares/Equity Fights AIDS, i també és mecenes de NORM-UK, una organització benèfica registrada anglesa preocupada per la salut del prepuci i qüestions relacionades amb la circumcisió; ha condemnat la pràctica de la circumcisió infantil rutinària, especialment als Estats Units, on és comú. Cumming va gravar un duet de "Baby, It's Cold Outside" amb Liza Minnelli per recaptar diners per a Broadway Cares/Equity Fights AIDS i 11 September Fund.
L'any 2005, va llançar una fragància guardonada anomenada "Cumming" i una línia relacionada de locions de bany perfumats i rentadors corporals. El 2011 es va llançar una segona fragància, anomenada "Second (Alan) Cumming", amb tots els ingressos destinats a una entitat benèfica. El 2014, Cumming va ser partidari i activista de la campanya escocesa 'Sí' abans del referèndum d'Escòcia per la independència al setembre de 2014. A l'octubre de 2014, Cumming i el repartiment de Broadway de Cabaret va recollir donacions per a Broadway Cares/Equity Fights AIDS durant la temporada de recaptació de fons "Gypsy of the Year".
L'octubre de 2023, Cumming va signar la carta oberta Artists4Ceasefire a Joe Biden, president dels Estats Units, demanant un alto el foc del bombardeig israelià de Gaza.

## Vida personal
Cumming és bisexual. Les seves relacions inclouen un matrimoni de vuit anys amb l'actriu Hilary Lyon, una relació de dos anys amb l'actriu Saffron Burrows i una relació de sis anys amb el director de teatre Nick Philippou. El 2006, Cumming va declarar que "li agradaria molt adoptar un nen", però que la seva vida era "massa agitada" per a la criança dels fills.
Cumming i la seva parella, l'il·lustrador Grant Shaffer, van sortir durant dos anys abans de convertir-se en parella civil a l'Old Royal Naval College de Greenwich, Londres, el 7 de gener de 2007. Cumming i Shaffer es van casar legalment a Nova York el 7 de gener de 2012, el cinquè aniversari de la seva unió a Londres.
El 7 de novembre de 2008, Cumming es va convertir en un nacional amb doble nacionalitat i va jurar com a ciutadà dels Estats Units en una cerimònia a Manhattan.
Cumming ha afirmat que des del 2012 manté un estil de vida vegà. PETA li va concedir el seu Premi Humanitari el 2017.
És partidari del Partit Nacional Escocès i de la Independència d'Escòcia. Cumming va avalar el senador Bernie Sanders a les eleccions presidencials dels Estats Units de 2016.
Cumming és ateu.

## Filmografia
Crèdits seleccionats:
- Black Beauty (1994)
- Cercle d'amics (1995)
- GoldenEye (1995)
- Emma (1996)
- Romy and Michele's High School Reunion (1997)
- Spiceworld: La pel·lícula  (1997)
- Annie (1999)
- Titus (1999)
- Eyes Wide Shut (1999)
- Plunkett i Macleane (1999)
- Get Carter: Assassí implacable (2000)
- The Flintstones in Viva Rock Vegas (2000)
- The Anniversary Party (2001)
- Spy Kids (2001)
- Embolic a l'Havana (2001)
- Josie and the Pussycats (2001)
- Spy Kids 2: The Island of Lost Dreams (2002)
- Nicholas Nickleby (2002)
- X2 (2003)
- Garfield (2004)
- Son of the Mask (2005)
- Ripley Under Ground (2005)
- The Tempest (2010)
- Burlesque (2010)
- The Good Wife (2010–2016)
- Battle of the Sexes (2017)
- Schmgadoon! (2021–2023)

## Premis i reconeixements
El març de 2005, Cumming va rebre el Vito Russo a la 16a edició dels GLAAD Media Awards per contribucions destacades a l'eliminació de l'homofòbia. El juliol del mateix any, se li va presentar el Premi Humanitari HRC a San Francisco, també per la seva posició pública LGBT. El novembre de 2006, Cumming va rebre un títol honoris causa de la Universitat d'Abertay Dundee, i el 2015 va rebre un títol honorífic de la Open University. També és patró del Scottish Youth Theatre, el Teatre Nacional d'Escòcia "per i per" els joves.
Cumming va ser nomenat Oficial de l'Orde de l'Imperi Britànic (OBE) en els Honors d'aniversari de 2009 pels serveis al cinema, el teatre i les arts i a l'activisme per la igualtat de drets per a la comunitat gai i lesbiana als Estats Units. El 27 de gener de 2023, el seu 58è aniversari, Cumming va anunciar a través de la seva pàgina d'Instagram que havia decidit retornar el seu OBE a causa dels "recels que tinc associats amb la toxicitat de l'imperi".
Cumming també ha estat homenatjat pel seu activisme i treball humanitari per part d'organitzacions com el Projecte Trevor i la Fundació Matthew Shepard. El 2022, va rebre un Premi Tony al millor musical com a productor del musical A Strange Loop.